# Podobwód Skarżysko-Kamienna Armii Krajowej

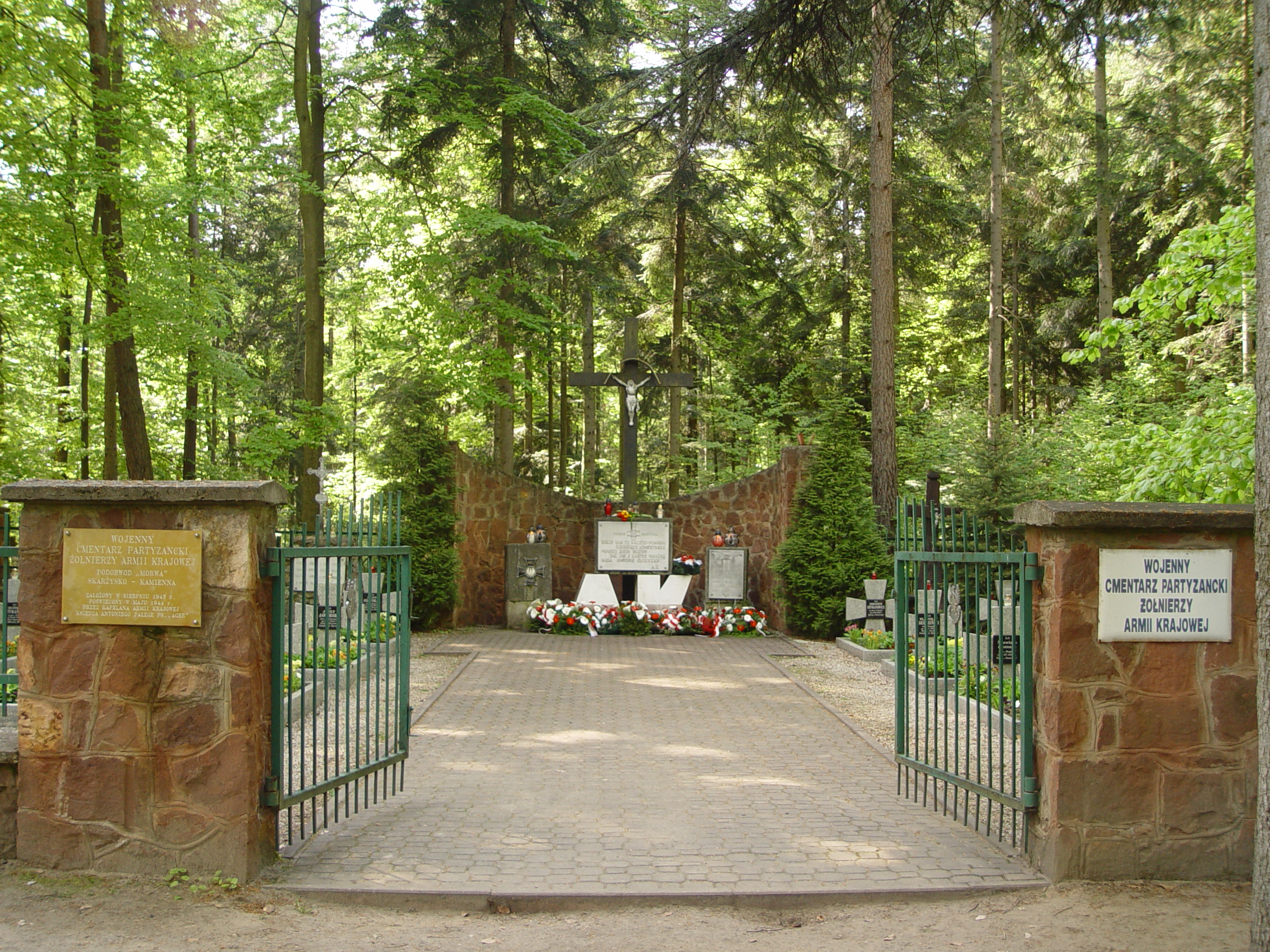
Cmentarz wojenny Podobwodu „Morwa” AK

Podobwód Skarżysko-Kamienna – jednostka partyzancka Związku Walki Zbrojnej, a następnie Armii Krajowej. Operowała na terenie Skarżyska-Kamiennej i nosiła kryptonim „Morwa”.
Podobwód Skarżysko-Kamienna AK wchodził w skład Okręgu Radom-Kielce („Jodła”), a jego pierwszym dowódcą był por. Stanisław Ciaś.
Na stoku Góry Skarbowej znajduje się cmentarz wojenny Podobwodu Skarżysko-Kamienna AK.
W 1984 w kościele pw. Najświętszego Serca Jezusowego w Skarżysku-Kamiennej odsłonięto tablicę pamiątkową ku czci żołnierzy AK podobwodu „Morwa”, którzy polegli w latach 1939–1945.